# Charles Borck
Charles „Charlie“ Borck (* 4. Januar 1917 in Manila; † 6. Februar 2008 in Las Vegas, Vereinigte Staaten) war ein philippinischer Basketballspieler.

## Leben und Karriere
Borck wurde als Sohn eines Deutschen und einer Spanierin geboren. Der „The Blonde Bombshell“ (deutsch blonde Bombe) genannte Borck gewann mit den San Beda College Red Lions 1934, 1935 und 1936 jeweils die nationale Meisterschaft der National Collegiate Athletic Association (NCAA). Mit der philippinischen Basketballnationalmannschaft nahm er am olympischen Basketballturnier 1936 in Berlin teil. Nach zwei Siegen über Mexiko (32:30) und Estland (39:22) unterlag die Mannschaft im Viertelfinale den späteren Olympiasiegern aus den Vereinigten Staaten deutlich mit 23:56. Mit zehn Punkten war er in dieser Partie der erfolgreichste Werfer der philippinischen Auswahl. Mit zwei weiteren Siegen über Italien (32:14) und Uruguay (33:23) sicherte sich der 185 cm große Center – er war sowohl der jüngste als auch der größte Teamkollege gewesen – mit der Mannschaft den fünften Rang. Bis heute erreichte kein asiatisches Team beim olympischen Basketballturnier der Männer ein besseres Resultat.
Bis zu seinem Karriereende 1949 kam der Philippiner in der Nationalmannschaft weiterhin zum Einsatz. Anschließend wanderte Borck in die Vereinigten Staaten aus und arbeitete als Brauer bei Anheuser-Busch. 1999 wurde er gemeinsam mit seinen Teamkollegen von 1936 Jacinto Ciria Cruz, Primitivo Martínez und Ambrosio Padilla in die „Philippine National Basketball Hall of Fame“ aufgenommen. Gemeinsam mit Carlos Loyzaga (1930–2016) wurde er als einer von nur zwei Basketballspielern durch das San Beda College 2001 als „Outstanding Bedan of the Century“ geehrt. Vor seinem Tod im Alter von 91 Jahren war Borck das letzte noch lebende Mitglied der philippinischen Olympiabasketballmannschaft von 1936. Er war verheiratet und kinderlos. Borck liegt auf dem Palm Memorial Park in Las Vegas neben seiner Ehefrau Helen begraben.